# Симфонічний оркестр Бірмінгема
Симфонічний оркестр Бірмінгема (англ. City of Birmingham Symphony Orchestra) — британський симфонічний оркестр, що базується в Бірмінгемі. 

## Історія

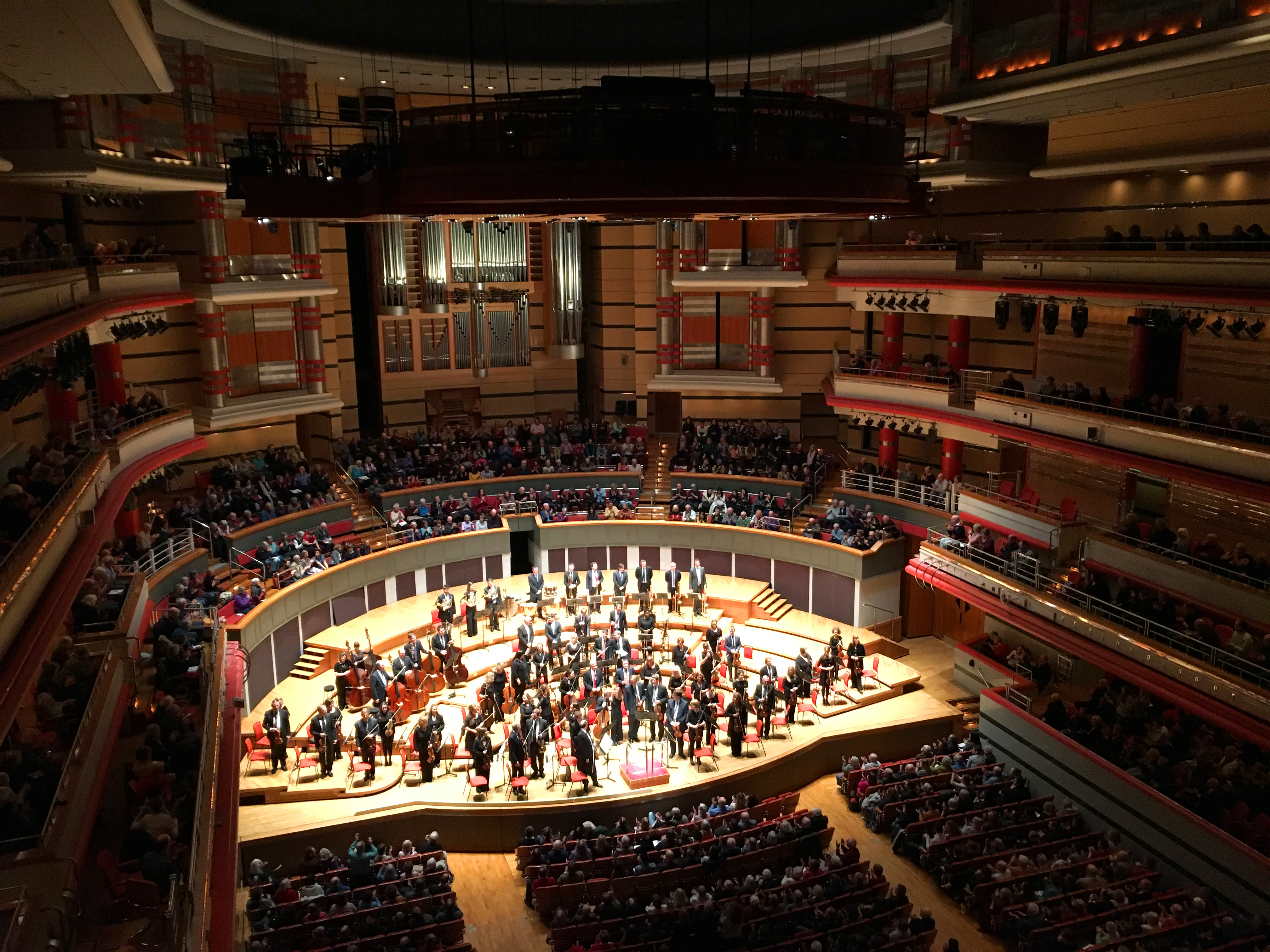
Симфонічний оркестр Бірмінгема в Симфонічному залі Бірмінгема

Заснований в 1920 році за підтримки майбутнього прем'єр-міністра Невілла Чемберлена, який в цей період був депутатом парламенту від Бірмінгема. Створення оркестру підтримали видатні британські композитори Гренвілл Банток, чия увертюра «Саул» була виконана на першому концерт 5 вересня 1920 року, і Едуард Елгар, який диригував 10 листопада офіційним інавгураційних концертом (попередні публічні виступи оркестру вважалися «легкими»).
Хоча на чолі оркестру стояли в різний час такі великі постаті, як Адріан Боулт і польський композитор Анджей Пануфнік, найзначніший підйом міжнародної репутації оркестру пов'язаний з ім'ям Саймона Реттла, який очолив колектив в 1980 році.

## Керівники оркестру
- Еплбі Метьюз (1920—1924)
- Адріан Боулт (1924—1930)
- Леслі Г'юард (1930—1943)
- Джордж Велдон (1944—1951)
- Рудольф Шварц (1951—1957)
- Анджей Пануфнік (1957—1959)
- Адріан Боулт (1959—1960)
- Г'юґо Ріґнолд (1960—1969)
- Луї Фремо (1969—1978)
- Саймон Реттл (1980—1998)
- Сакарі Орама (1998—2008)
- Андріс Нелсонс (з 2008 р.)